# Serincia
Serincia är ett släkte av fjärilar. Serincia ingår i familjen björnspinnare.
Kladogram enligt Catalogue of Life:
| Serincia | \| \| Serincia lineata \| \| \| \| \| \| Serincia metallica \| \| \| \| |
|          | \| \| Serincia lineata \| \| \| \| \| \| Serincia metallica \| \| \| \| |
|          | Serincia lineata                                                        |
|          |                                                                         |
|          | Serincia metallica                                                      |
|          |                                                                         |